# 11430 Lodewijkberg
11430 Lodewijkberg eller 9560 P-L är en asteroid i huvudbältet som upptäcktes den 17 oktober 1960 av den nederländsk-amerikanske astronomen Tom Gehrels och det nederländska astronomparet Ingrid van Houten-Groeneveld och Cornelis Johannes van Houten vid Palomarobservatoriet. Den är uppkallad efter kemisten och astronauten Lodewijk van den Berg.